# Ralph Records
Ralph Records è stata un'etichetta discografica underground statunitense.

## Storia
Fondata dai Residents nel 1972 a San Francisco, la Ralph
prende il nome dalla frase Calling Ralph on the porcelain telephone (lett. "chiamando Ralph al telefono di porcellana"), usata per indicare l'atto di vomitare in un gabinetto. I Residents chiameranno il loro studio "El Ralpho", parodia-omaggio allo studio "El Saturn" di Sun Ra. La prima pubblicazione fu l'EP Santa Dog nel dicembre del 1972, prodotto in due dischi e spedito gratis a trecento destinatari, tra cui amici e stazioni radio. Leggenda vuole che sia stato spedito anche a Frank Zappa e Richard Nixon. All'EP fece seguito ben presto il primo album effettivo, Meet the Residents, registrato nel 1973 e pubblicato nel 1974.
Partita da un iniziale tiratura limitata, la Ralph pian piano divenne un punto di riferimento per la scena musicale underground della città californiana; alla fine degli anni 1970 include nei suoi cataloghi, oltre ai Residents, i Chrome, gli Mx-80 sound ed i Tuxedomoon, creando così il cosiddetto "Quadrato di San Francisco". Oltre ad essi figurano artisti come il duo britannico dei Renaldo and the Loaf, gli svizzeri Yello, gli Art Bears e i Club Foot Orchestra.